# 김영관 (가수)
김영관(1979년 11월 16일 ~)은 대한민국의 가수다. 2016년 싱글 [안녕]으로 데뷔했다.

## 방송
- 히든싱어 3 (2014) - 이승환편 우승, 왕중왕전 준우승

## 음반
- 안녕 (2016)
- Nova (2016)
- Flight (2016)